# Musidora: The Bather 'At the Doubtful Breeze Alarmed'

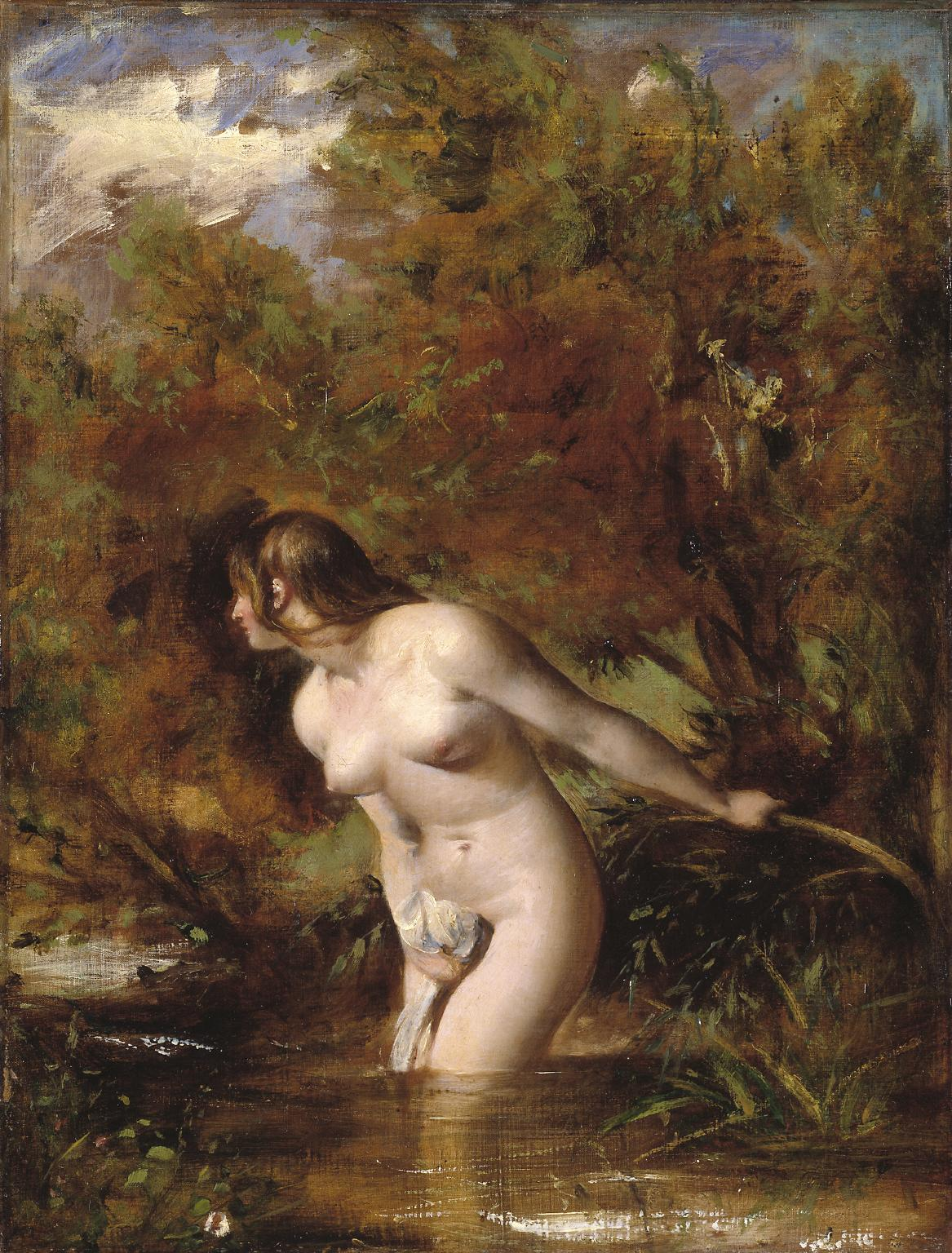
Musidora: La bañista a la dudosa brisa alarmada, versión del Tate, exhibida en 1846, 65,1 por 50,2 cm.

Musidora: La bañista "a la dudosa brisa alarmada" (en inglés, Musidora: The Bather 'At the Doubtful Breeze Alarmed), también conocida como La bañista,  es el nombre que se le da a cuatro pinturas al óleo casi idénticas sobre lienzo del artista inglés William Etty. Las pinturas ilustran una escena del poema Verano de James Thomson de 1727 en la que un joven ve accidentalmente a una mujer joven bañándose desnuda y se debate entre su deseo de mirar y su conocimiento de que debe mirar hacia otro lado. La escena fue popular entre los artistas ingleses, ya que era uno de los pocos pretextos legítimos para pintar desnudos en un momento en que se suprimió la exhibición y la distribución de imágenes de desnudos.
Aparte de las diferencias menores en el paisaje de fondo, las cuatro pinturas son idénticas en composición. La primera versión se exhibió en 1843. Hay dos versiones en colecciones públicas, una en la Tate Britain y otra en la Galería de Arte de Mánchester; una de estas fue pintada en 1844 y exhibida por primera vez en 1846 y la otra fue pintada aproximadamente al mismo tiempo; no se sabe cuál es la versión exhibida en 1846. Una cuarta versión es de peor calidad y puede ser una copia posterior realizada por un estudiante.
Musidora fue muy bien recibida cuando se exhibió por primera vez y se considera una de las mejores obras de un artista inglés. Etty murió en 1849 y su obra pasó rápidamente de moda. Al mismo tiempo, el tema de Musidora en sí se convirtió en un cliché y, a partir de la década de 1870, los escritos de Thomson fueron olvidados. Es probable que la Musidora de Etty haya influido en El caballero errante de John Everett Millais, pero aparte de eso, ha tenido poca influencia en obras posteriores. La versión de la pintura del Tate se exhibió en exposiciones importantes en 2001-02 en Londres y en 2011-12 en York.

## Antecedentes

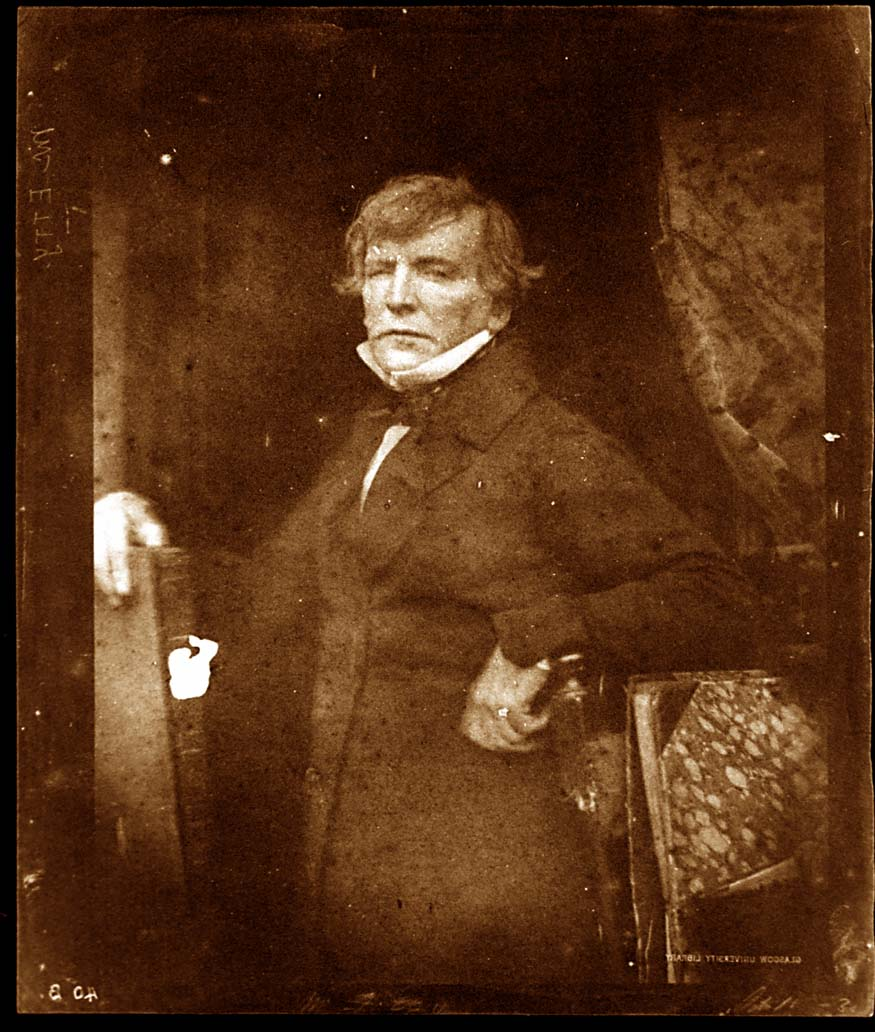
William Etty en 1844, en la época en que pintó Musidora.

William Etty (1787–1849), el séptimo hijo de un panadero y molinero de York, comenzó su carrera como aprendiz de impresor en Hull a la edad de 11 años. Al completar su aprendizaje de siete años, se mudó a Londres «con algunas piezas de crayones de tiza», con la intención de convertirse en un pintor de historia en la tradición de los Antiguos Maestros, y estudió con el renombrado artista Thomas Lawrence. Fuertemente influenciado por las obras de Tiziano y Rubens, Etty envió numerosas pinturas a la Real Academia de Arte y la Institución Británica, todas las cuales fueron rechazadas o recibieron poca atención cuando fueron exhibidas.
En 1821, la Real Academia aceptó y exhibió una de las obras de Etty, El triunfo de Cleopatra (también conocida como La llegada de Cleopatra a Cilicia), que mostraba una gran cantidad de figuras desnudas. Cleopatra fue muy bien recibida y muchos de los compañeros artistas de Etty la admiraban mucho. Fue elegido académico real de pleno derecho en 1828, por delante de John Constable. Se hizo muy respetado por su habilidad para capturar con precisión los tonos de la piel en la pintura y por su fascinación con los contrastes en los tonos de la carnación. Tras la exposición de Cleopatra, durante la década siguiente, Etty intentó replicar su éxito pintando desnudos en escenarios bíblicos, literarios y mitológicos. Entre 1820 y 1829 Etty exhibió 15 pinturas, de las cuales 14 incluían figuras desnudas.
Si bien algunos desnudos de artistas extranjeros se encontraban en colecciones privadas inglesas, el país no tenía tradición de pintar desnudos, y la exhibición y distribución de dicho material al público había sido suprimida desde la Proclamación para el Desaliento del Vicio de 1787. Etty fue el primer artista británico que se especializó en pintar desnudos, y muchos críticos condenaron sus repetidas representaciones de desnudos femeninos como indecentes o pornográficas, aunque sus retratos de desnudos masculinos fueron generalmente bien recibidos. Desde 1832 en adelante, aunque aguijoneado por repetidos ataques de la prensa, Etty se convirtió en un destacado pintor de desnudos, pero hizo esfuerzos conscientes para tratar de reflejar lecciones morales en su obra.

## Sujeto
Musidora está basada en Verano, un poema del poeta y dramaturgo escocés James Thomson (más conocido hoy en día como el autor de Rule, Britannia!). Verano fue publicada inicialmente en 1727 y se volvió a publicar en una forma modificada en 1730 junto con Invierno (1726), Primavera (1728) y Otoño (1730) de Thomson en la obra conocida como Las estaciones. Aunque los poemas individuales atrajeron poco interés en su lanzamiento, Las estaciones logró ser un éxito crítico y comercial una vez que fue completada, y Thomson comenzó a asociarse con importantes e influyentes figuras políticas y culturales de Londres. En junio de 1744, Thomson publicó una versión drásticamente revisada de Las estaciones, que se volvió extremadamente influyente durante el siglo siguiente. Joseph Haydn escribió un gran oratorio basado en el poema, artistas importantes como Thomas Gainsborough, J. M. W. Turner y Richard Westall pintaron escenas sobre este, y se publicaron más de 400 ediciones de The Seasons en varios idiomas entre 1744 y 1870.

## Composición
El cuadro muestra el momento del poema Verano en el que Musidora, tras quitarse las últimas prendas, se adentra en «la lúcida frescura del agua» para «bañar sus fervorosos miembros en el refrescante arroyo». En cambio, Damon no es mostrado, ya que Etty ilustra la escena desde el punto de vista de él. Al colocar a la audiencia en la posición de Damon, Etty pretendía inducir en el espectador las mismas reacciones que el dilema de Damon descrito por Thomson; el de disfrutar del espectáculo a pesar de saber que es inapropiado, o seguir la moralidad aceptada de la época y mirar hacia otro lado, en lo que la historiadora del arte Sarah Burnage ha descrito como «una prueba moral emocionante para que los espectadores disfruten y superen».
La pose de Musidora se basa en la de Afrodita de Cnido y la Venus de Médici. Es posible que Etty también estuviera familiarizado con la Musidora de Thomas Gainsborough, que comparte elementos similares. La Musidora de Gainsborough, su único gran desnudo, nunca fue exhibida durante su vida y permaneció en manos privadas hasta 1847, pero Etty estaba familiarizado con su entonces propietario, Robert Vernon, y es posible que la haya visto en su colección.

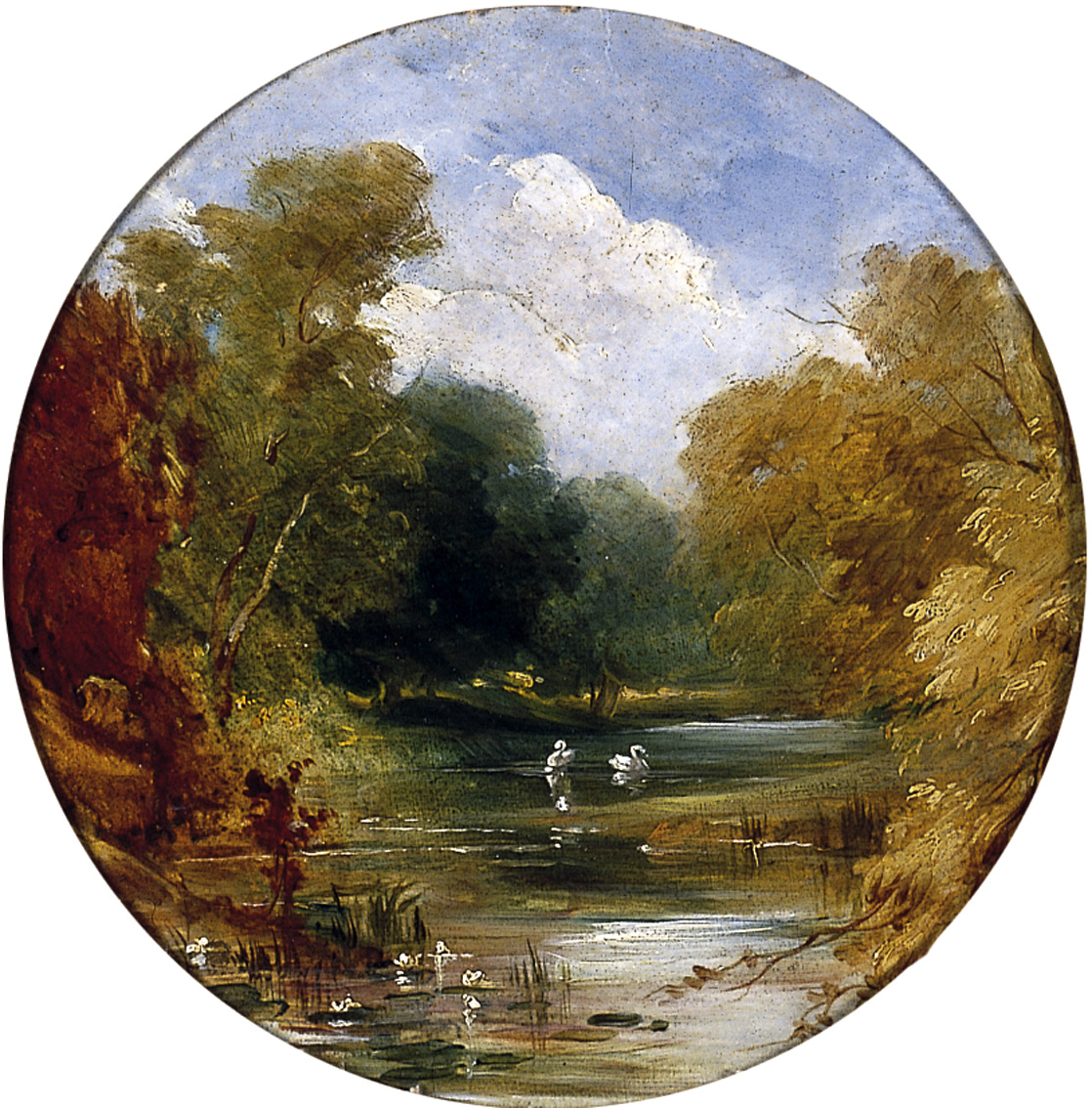
The Plantation en Acomb, William Etty, 1842.

El escenario de la pintura es una piscina en los terrenos de The Plantation, una casa en el pueblo de Acomb, cerca de York. La propiedad era el hogar de su amigo cercano y mecenas, el reverendo Isaac Spencer, vicario de Acomb, y sus terrenos eran una escena que Etty había pintado anteriormente. En 1846, Etty compró una casa en York para su jubilación; Burnage especula que Etty eligió Acomb porque la vista en York era esencialmente inglesa.
Aunque Etty había trabajado tradicionalmente en el estilo de pintura veneciano, con ricos colores y detalles, para Musidora adoptó una paleta mucho más suave y terrosa, aunque su uso de la luz reflejada en la carne se deriva de los estilos venecianos. Se aleja de Rubens, que hasta ese momento había sido su mayor influencia, y se acerca al estilo de Tiziano. Es probable que esto se deba a la naturaleza del tema. Hasta entonces, sus pinturas de historia habían tratado principalmente de temas de la mitología clásica y tenían lugar en escenarios mediterráneos muy iluminados. Las estaciones, por el contrario, se veía como una obra explícitamente inglesa, que requería una paleta más apagada para lidiar con las condiciones de iluminación típicas de Yorkshire.

## Recepción
Ambas versiones exhibidas fueron muy aclamadas, y Musidora fue la pintura más exitosa de Etty de una sola figura desnuda. The Court Magazine and Monthly Critic calificó la versión de 1843 como «una de las figuras femeninas más delicadas y hermosas de toda la galería», y dijo que «ningún tono puede ser más natural, más Tiziano, por así decirlo.» The Literary Gazette calificó la versión exhibida en 1846 como «con mucho su mejor obra de arte», comparó favorablemente la pieza con Rembrandt y elogió particularmente la capacidad de Etty para capturar sombras y reflejos en el agua, donde «en el manejo de estos efectos [reflejos y sombras] Etty no tiene superior, y muy pocos iguales, en cualquier escuela, desde los primeros albores del arte.» The Critic la describió como «una obra preeminente» y «el triunfo de la escuela británica».
Leonard Robinson argumenta que la popularidad de Musidora refleja un cambio en los compradores de arte. A medida que se afianzaba la Revolución Industrial, el principal mercado del arte ya no era una aristocracia terrateniente con educación privada a la que se le habían enseñado los clásicos y estaba familiarizada con la mitología antigua, sino la clase media emergente. Estos nuevos compradores carecían de la educación clásica para comprender las referencias en las pinturas históricas, pero podían apreciar a Musidora como una hábil ejecución y como una obra de belleza por derecho propio.